# Henri Parisot (général)
 (octobre 2017).
Si vous disposez d'ouvrages ou d'articles de référence ou si vous connaissez des sites web de qualité traitant du thème abordé ici, merci de compléter l'article en donnant les références utiles à sa vérifiabilité et en les liant à la section « Notes et références ».
Pour les articles homonymes, voir Parisot et Henri Parisot.
Henri Parisot (1881-1963) est un général français, attaché militaire français en Italie, de 1933 à 1937 et en 1940.

## Biographie
Lors de la Première Guerre mondiale il est envoyé en mission sur le front italo-autrichien du Piave en octobre 1917. Attaché à l'état-major du duc d'Aoste, il apprend la langue italienne.
Il est à deux reprises attaché militaire à Rome dans une période politiquement très sensible. Son fils Serge-Henri Parisot, spécialiste du renseignement militaire, parait avoir utilisé en 1943 certains contacts discrets noués par le père dont le  cardinal Tisserant.
Général de brigade en 1934, il est nommé général de division en 1938, puis général de corps d'armée le 25 juin 1940. Il commande du 23 juin 1938 au 24 novembre 1939 la 15e division d'infanterie motorisée. 
Aux côtés du général d'armée Charles Huntziger, de l'ambassadeur de France Léon Noël, du vice-amiral Maurice Le Luc et du général d'aviation Jean Bergeret, Henri Parisot est membre de la délégation française du 22 juin 1940 qui signe la convention d'armistice franco-allemande.

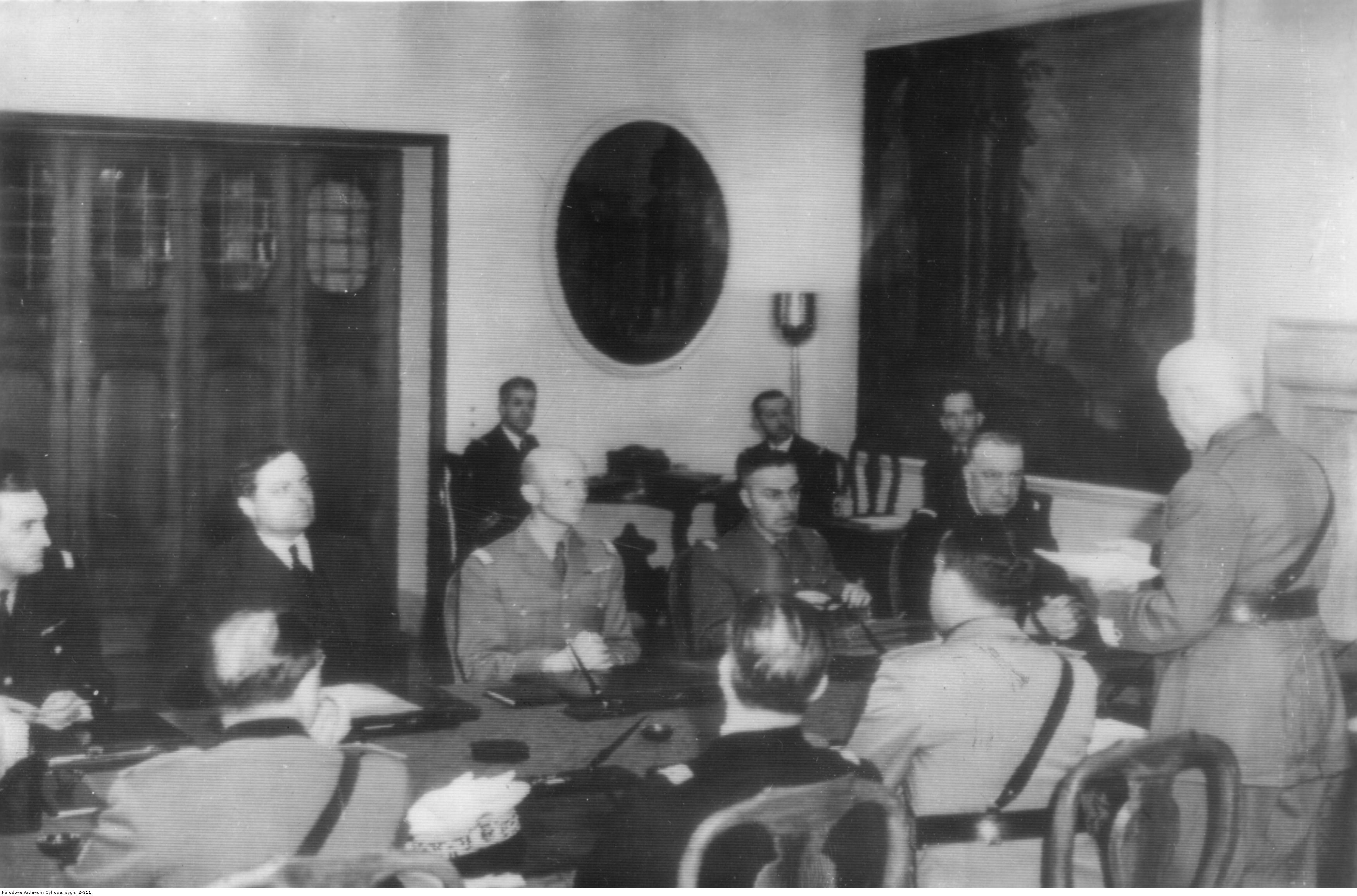
Signature de l'armistice entre la France et l’Italie à Rome. Visible le maréchal Pietro Badoglio (lit le contenu de l’accord). La délégation française (assise devant) - de gauche à droite : le général de l’armée de l’air Jean Bergeret, l’ambassadeur Léon Noël, le général Charles Huntziger, le général Parisot, le vice-amiral Maurice Le Luc.

Il dirige ensuite la commission d'armistice franco-italienne à Turin.